# Puigcerver (Alforja)
El Puigcerver és una muntanya de 834 metres que es troba entre els municipis d'Alforja i de Riudecols, a la comarca catalana del Baix Camp. Molt a prop del cim d'aquesta muntanya s'alça un santuari dedicat a la Mare de Déu de Puigcerver.
Aquest cim està inclòs al llistat dels 100 cims de la FEEC amb el nom de Miranda de Puigcerver.